# 1290
- Wikisource

| Calendário gregoriano                                                        | 1290 MCCXC                                             |
| Ab urbe condita                                                              | 2043                                                   |
| Calendário arménio                                                           | 739 – 740                                              |
| Calendário bahá'í                                                            | -554 – -553                                            |
| Calendário budista                                                           | 1834                                                   |
| Calendário chinês                                                            | 3986 – 3987 Início a 11 de fevereiro (aproximadamente) |
| Calendário copta                                                             | 1006 – 1007                                            |
| Calendário etíope                                                            | 1282 – 1283                                            |
| Calendários hindus - Vikram Samvat - Calendário nacional indiano - Cáli Iuga | 1345 – 1346 1211 – 1212 4390 – 4391                    |
| Calendário Holoceno                                                          | 11290                                                  |
| Calendário islâmico                                                          | 689 – 690                                              |
| Calendário judaico                                                           | 5050 – 5051                                            |
| Calendário persa                                                             | 668 – 669                                              |
| Calendário rúnico                                                            | 1540                                                   |
| Calendário solar tailandês                                                   | 1833                                                   |

1290 (MCCXC na numeração romana) foi um ano comum do século XIII do Calendário Juliano, da Era de Cristo, a sua letra dominical foi A (52 semanas), teve início a um domingo e terminou também a um domingo.
| Ano completo                    |
| ------------------------------- |
| Ano comum com início ao domingo |

## Eventos
- 1 de Março - Criação do "Estudo Geral" em Lisboa, pelo rei Dinis de Portugal, com o apoio do Papa Nicolau IV; movido para Coimbra em 1308, foi o embrião da Universidade de Coimbra.
- Em Portugal, D. Dinis atribuiu Foral a Ourique.
- É conhecido como o ano da graça para Portugal.
- Eduardo I expulsou os judeus da Inglaterra.
- A língua portuguesa se tornou o idioma oficial do estado português.

## Nascimentos

### Datas desconhecidas
- D. Gonçalo da Costa, Cavaleiro e militar medieval português (m. ?).
- Guy I de Châtillon, conde de Blois (m. 1342).
- Fernando Blázquez de Ávila, 4.º senhor de Cardiel de los Montes e 2.º senhor de Navamorcuende (m. 1327).
- Gonçalo González de Ávila, Senhor de Villafranca (m. 1304).

### Agosto
- 4 de Agosto – Leopoldo I, Duque da Áustria (m. 1326).

## Mortes
- Isabel da Cumânia, rainha da Hungria, n. 1240.
- 26 de setembro - Margarida da Escócia, Rainha da Escócia e neta de Alexandre III da Escócia (n. 1283)